# Lepidosperma forsythii
Lepidosperma forsythii là loài thực vật có hoa trong họ Cói. Loài này được A.A.Ham. mô tả khoa học đầu tiên năm 1910.